# メアリー2世 (イングランド女王)
メアリー2世（Mary II of England, 1662年4月30日 - 1694年12月28日）は、イングランド・スコットランド・アイルランドの女王（在位：1689年2月13日 - 1694年12月28日）。名誉革命後、従兄かつ夫のウィリアム3世の共同統治者として共に王位に即いていた。ウィリアム3世はオランダ総督・オラニエ公ウィレム3世でもあり、メアリーはオランダ語名ではマリア（Maria）と呼ばれる。

## 生涯

### 生い立ち、オラニエ公ウィレムとの結婚とオランダ時代
1662年、イングランド王チャールズ2世の弟で当時ヨーク公であったジェームズ（後のジェームズ2世）と、その最初の妻でクラレンドン伯爵エドワード・ハイドの娘アン・ハイドの長女としてロンドンで生まれた。同母妹にアン、異母妹にルイーザ・マリア・テレーザ、異母弟にジェームズ・フィッツジェームズ、ジェームズ・フランシス・エドワードがいる。
カトリックの父に対して母がプロテスタントであったため、伯父チャールズ2世の命により妹のアンと共に後のロンドン主教ヘンリー・コンプトンのもとでプロテスタントとして育てられる。1670年に母もカトリックへ改宗したが、メアリーとアンはプロテスタントのままであった。これは、カトリックを嫌うイングランド国民の感情を刺激しないための伯父の配慮であり、父は妥協のため教育方針を承諾した。1671年に母が死去すると、父は1673年にカトリック教徒であるモデナ公女マリア（メアリー）と結婚した。
1677年11月4日、伯父の勧めで、代々オランダ（ネーデルラント連邦共和国）の総督を世襲するオラニエ＝ナッサウ家のオラニエ公ウィレム3世（後のウィリアム3世）とロンドンで結婚する。ウィレムの母メアリー・ヘンリエッタはチャールズ2世の妹、ヨーク公ジェームズの姉であった。しかし、従兄妹同士の結婚であったとは言え、チャールズ2世はかつてオランダと盟約を結びながら、フランス王ルイ14世に翻意されてドーヴァーの密約を結んで第三次英蘭戦争を引き起こすなど、両国間の相互不信の中での政略結婚であり、この結婚は決して両国関係の安定化に繋がるものとは言い難かった。
結婚してオランダのハーグへ移住してからはオランダに馴染むようになり、オランダ侵略戦争でフランス軍と戦うウィレムの留守を任された。ウィレムが喘息持ちで猫背、メアリーより背が低く両性愛者でもあったことから当初夫婦仲は悪く、エリザベス・ヴィリアーズとアーノルド・ヴァン・ケッペルという夫の愛人たちの存在に苦しめられたが、やがて関係を修復していった。また、オランダに亡命していた従兄のモンマス公ジェイムズ・スコットを夫と共に歓待している。

### 名誉革命、帰国と即位
1685年に伯父チャールズ2世が亡くなり、父ジェームズが後を継いでイングランド・スコットランド王に即位した。当時のイングランドの貴族や議会はほとんどプロテスタントであり、カトリックを重用するジェームズ2世と事あるごとに対立した。ジェームズ2世がそれまでなかった常備軍を新設するにおよんで国王と議会の対立は頂点に達し、議会はジェームズ2世追放とオランダに嫁いでいたメアリーの擁立に傾き、夫ウィレムもオランダ軍を率いてイングランドへ侵攻することに同意する。
メアリーはカトリック化政策を取る父を諫め、1686年に父と対立して資格停止処分となったコンプトンの処分撤回を求めたり、1687年に父からカトリックへの改宗を勧められた時は拒絶している。一方で夫からイングランド遠征の話を聞かされると了解したが、継母から異母弟ジェームズ・フランシス・エドワードの誕生を祝う手紙や、イングランド遠征に協力して父に逆らうのではと疑う手紙を送られた際、曖昧な返事を出している。
1688年、ウィレムの率いるオランダ軍の出航を見届けてオランダに待機、オランダ軍はなんら抵抗を受けずにイングランドへ上陸し、ジェームズ2世の常備軍司令官も無抵抗のまま降伏した。ジェームズ2世はロンドンからケントまで逃れたところを捕らえられたが、メアリーの立場を考慮して、処刑されることなくフランスに追放された（処刑すれば殉教者として同情が集まるという判断もあった）。
メアリーは翌1689年2月に渡英して帰国、最初はハンプトン・コート宮殿に住んだが、ウィレムの健康問題からケンジントン宮殿に移住した。以後、メアリーは死ぬまでイングランドに留まることになる。
当初イングランド議会はメアリーの即位だけを望んだが、ウィレム3世が難色を強く示し、またメアリーが共同統治を望む手紙をウィレムに送った。そこで議会も、ウィレムがオランダ総督を兼ねたままウィリアム3世として女王メアリー2世と共にイングランド、スコットランド、アイルランドの王位に即くことに同意した。こうしてウィリアムとメアリーの共同統治が始まった。イングランドでは流血を見ることなく革命が成立したのでこの政変を名誉革命と呼ぶようになった。

### 共同統治者時代
フランスに追放されたジェームズ2世は革命後、フランス軍の支援を得てカトリックのアイルランドに上陸し、ジャコバイトを率いてイングランドに対する反乱に立ち上がらせた（ウィリアマイト戦争）。スコットランド高地地方でも反イングランドの反乱が起こり、ウィリアム3世はこれらの反乱鎮圧のために出陣し、本国オランダも大同盟戦争でフランスと戦争していたので、ほとんどロンドンにいなかったため、イングランドの留守はメアリー2世が預かる形となった。
メアリーには政治的な手腕があったとされ、1690年にウィリアムがアイルランドへ出陣した時は彼が任命した顧問団と共に留守を任され、その間にイングランド・オランダ連合艦隊がフランス艦隊と交戦してビーチー・ヘッドの海戦で大敗すると、この戦いで見捨てられた形のオランダに対しては謝罪し、責任者のトリントン伯アーサー・ハーバートを捕らえてロンドン塔へ送り、イングランド国民の団結を図った。ウィリアマイト戦争終結後もウィリアムは大同盟戦争で大陸に出陣したため、引き続き不在のイングランドを顧問団と共に統治した。
ウィリアムとの間に子供は生まれなかったため（3度とも流産）、後継者は妹のアンに決まっていたが、アンとは居住区画の拡大と財産分与の問題を巡って関係が悪化し、背後に女官サラ・ジェニングスが影響力をおよぼしているのに気づき、1692年にアンにサラの解任を求めた。アンからは拒否され絶交となり、サラの夫で軍人のマールバラ伯ジョン・チャーチルはウィリアムに解任された。アンはサラと共にサマセット公チャールズ・シーモアとエリザベス・シーモア夫妻から借りたロンドン郊外のサイオン・ハウスに移り住み宮廷から背を向け、メアリーも同年に生まれたアンの子供が夭折した時にアンの見舞いに訪れた後は、二度と会おうとしなかった。
1694年、メアリー2世はケンジントン宮殿で天然痘により崩御し、以後はウィリアム3世の単独統治となった。メアリーの崩御後、ウィリアムとアンは和解してマールバラ伯夫妻も宮廷に復帰、1702年のウィリアムの崩御後、権利の章典の取り決めによりアンが即位した。